# Áldozatok 2006 (dokumentumfilm)
Az Áldozatok 2006 egy 2021-ben bemutatott tényfeltáró dokumentumfilm, amely a 2006-os MTV-székház ostroma és azt követő zavargások során megsérült civil és rendőr áldozatoknak állít emléket. A filmben megszólalnak rendőrök, áldozatok, szemtanúk, ügyvédek és az Ügyészség is. A filmet Bodoky Tamás és Skrabski Fruzsina készítette, és eddig soha nem látott amatőr és profi felvételek is tartalmaz. A film premiervetítése október 20-án volt. A premieren a készítők és megszólalók többségén kívül megjelent a politikai élet több alakja is, közöttük Karácsony Gergely, Novák Előd, Révész Máriusz, Balog Zoltán és sokan mások. Az televíziós bemutatóra a Duna TV-n került sor október 24-én, 21:40-kor, utána pedig az atlatszo.hu portálon mindenki számára elérhetővé tették a teljes alkotást.

## Riporterek
- Bodoky Tamás  – Pulitzer-emlékdíjas magyar újságíró (Magyar Narancs, Internetto, Index, Átlátszó).
- Kisberk Szabolcs – a Célpont oknyomozó műsor egykori szerkesztője, a Hír TV akkori tudósítója és az N1TV főszerkesztője.
- Skrabski Fruzsina – magyar filmrendező, producer, forgatókönyvíró és újságíró, a Három Királyfi, Három Királylány Mozgalom vezetője[5]

## Szakértők
- Baka György
- dr. Dávid Ferenc
- dr. Fazekas Géza
- dr. Fazekas Tamás
- dr. Gaudi-Nagy Tamás
- dr. Gulyás Gergely
- dr. Gulyás Géza
- dr. Győző Gábor
- Karcagi Dániel
- dr. Kádár András Kristóf
- dr. Less Ferenc
- Magyar István
- Virághalmy Sarolta[6]

## Megszólalók, szemtanúk
- Apáthy Gabriella
- Barna Tibor
- dr. Csipkés András
- Dóka Zsuzsanna
- Fábián Gábor
- Kruchina Károly
- Kruchina Vince
- Macsotai Gergely
- Nagy László
- Révész Máriusz
- Szűcs Apor
- Tálos Lőrinc
- Török Imre
- Török Szilárd
- Víg Sándor[6]

## Forgatási helyszínek
- MTV-székház
- Kossuth Lajos tér
- Magyar Rádió épülete
- Astoria
- Szabadság tér[7]

## Díjak
- Highlights of Hungary (Budapest) díj jelölés (Áldozatok 2006)
- Cinematic European Film Festival (Románia) különdíj Legjobb Dokumentumfilm kategóriában (Áldozatok 2006)